# 马来西亚伊斯兰教发展局
马来西亚伊斯兰教发展局（缩写JAKIM），又译马来西亚伊斯兰教发展署，是马来西亚联邦管理国内伊斯兰教事务的政府机构。该部门由总监丹斯里拿督哈芝奥曼慕斯达法领导。

## 历史
1968年，统治者会议决定成立一个可以动员马来西亚穆斯林发展进步的机构，以符合国家作为一个实力快速增长，并且获得全世界认可的伊斯兰国家的地位。为实施这一计划而组建了马来西亚全国回教事务委员会（Majlis Kebangsaan Hal-Ehwal Ugama Islam Malaysia，MKI）秘书处，该秘书处后来被并入首相署宗教组，之后又发展成为回教事务组（Bahagian Hal Ehwal Islam，BAHEIS）。 
1997年1月1日，马来西亚政府为坚定不移地推进国内回教的发展而成立了伊斯兰教发展局，以取代回教事务组。